# 환승
환승(換乘)은 편도 요금을 내고 다른 버스와 열차로 계속 움직이면서 대중교통 차량을 갈아타는 것을 말한다.

## 같이 보기
- 수도권 통합요금제
- 대구권 광역요금제
- 평면 환승
- 환승역